# Dundee (Florida)
Dundee è una città degli Stati Uniti d'America, situata in Florida, nella Contea di Polk.